# ماتسوتاکه
ماتسوتاکه (به ژاپنی: 松茸 matsutake) یک نوع قارچ خوراکی است. از مشخصات این قارچ بوی تند و مخصوص آن است. در ژاپن در بین قارچ‌های خوراکی، گران‌قیمت‌ترین نوع به‌شمار می‌آید. در محل‌هایی که ماده مغذی کم و نسبتاً خشک است بهتر رشد می‌کند.